# Nederlandse kampioenschappen schaatsen afstanden 1997 - 5000 meter vrouwen
De 5000 meter vrouwen op de Nederlandse kampioenschappen schaatsen afstanden 1997 werd gehouden op de ijsbaan de Uithof in januari 1997. Titelverdedigster was Tonny de Jong, die de titel pakte tijdens de Nederlandse kampioenschappen schaatsen afstanden 1996.

## Statistieken

### Uitslag
| #      | Schaatser            | Tijd    |
| ------ | -------------------- | ------- |
| Goud   | Martine Oosting      | 8.03,39 |
| Zilver | Marja Vis            | 8.04,74 |
| Brons  | Sandra de Ronde      | 8.11,91 |
| 4      | Janka Everts         | 8.24,51 |
| 5      | Frijke Schaafsma     | 8.24,64 |
| 6      | Mischa Coolen        | 8.24,78 |
| 7      | Floor van Slochteren | 8.27,73 |
| 8      | Annemarie Zuurendonk | 8.31,44 |
| 9      | Roosmarie Dieleman   | 8.33,36 |

## Uitslag
- Uitslagen NK Afstanden 1997 op SchaatsStatistieken.nl

1987 · 
1988 · 
1989 · 
1990 · 
1991 · 
1992 · 
1993 · 
1994 · 
1995 · 
1996 · 
1997 · 
1998 · 
1999 · 
2000 · 
2001 · 
2002 · 
2003 · 
2004 · 
2005 · 
2006 · 
2007 · 
2008 · 
2009 · 
2010 · 
2011 · 
2012 · 
2013 · 
2014 · 
2015 · 
2016 · 
2017 · 
2018 · 
2019 · 
2020 · 
2021 · 
2022 · 
2023 · 
2024 · 
2025